# Benzathine
La benzathine est une diamine utilisée dans certains médicaments, en particulier les pénicillines, comme  la benzathine phénoxyméthylpénicilline (benzathine pénicilline V) et la benzathine benzylpénicilline (benzathine pénicilline G) afin de les stabiliser et de prolonger leur séjour quand elles sont injectées dans les tissus.